# Даря-йе Нур
Даря-йе Нур (на персийски: دریای نور, в превод на български „Море от светлина“) е най-големият известен днес розов диамант. Притежава рядко срещани чистота и прозрачност, има форма на правоъгълна плочка с размери 41.4х29.5х12.15 mm, тежи около 182 – 185 карата. Вграден е в рамка, увенчана с корона и украсена с 457 диаманта и четири рубина. Намира се в Музея на националните скъпоценности в Техеран. 

## Описание
Даря-йе Нур е изцяло бездефектен камък с изключителна прозрачност и рядко срещан при диаманти бледорозов цвят. Остенен е като правоъгълна плочка, твърде различно от класическата обработка на брилянти. Диамантът е шести по големина в света, размерите му са 41.4х29.5х12.15 mm. Вграден е в рамка с размери 71.1х53.3 mm. Рамката, обсипана с 457 диаманта и четири рубина, е увенчана с миниатюрна корона. Теглото на диаманта не е определено точно, тъй като камъкът не може да се извади от рамката без опасност да се счупи или повреди. Предположително, тежи между 175 и 195 карата, дава се и по-тесен интервал от стойности: 182 – 186 карата.

## Произход
Диамантът Даря-йе Нур, подобно на известните Кохинор, Хоуп, Орлов, произхожда от древните диамантени мини на царство Голконда, днес щатите Телангана и Андхра Прадеш в Индия. Търговците на диаманти още в края на 18 век забелязват, че формата и цветът на камъка имат прилика с историческия диамант, описан от френския търговец на скъпоценни камъни Жан-Батист Таверние. Легендарният розов диамант, инкрустиран в трона на императора на Великите Моголи, Шах Джахан, е видян от Таверние в Голконда през 1642 г. Той го нарича Grande Table (Голяма Плочка), днес диамантът е известен също като „Белият Таверние“. Според описанието на Таверние диамантът е с форма на плочка и тежи 248 карата. През 1960 г. канадски учени минералози от Кралския музей Онтарио посещават Техеран и изследват двата розови диаманта от шахската съкровищница – Даря-йе Нур и по-малък, 60 каратов, розов диамант с овална форма, наречен Нур-ал-Айн (в превод Светлина на очите). Те установяват, че Даря-йе Нур и Нур-ал-Айн са части от един голям диамант, предположително Голяма Плочка.

## История
Според изследователите на историческите диаманти Даря-йе Нур е изработен от придворните майстори на Великите Моголи и вероятно има над 350-годишна история. От писмените източници е известно, че през 1739 г. Надер Шах, основателят на персийската династия на Афшариди, след успешен военен поход в Делхи, столицата на Моголската империя, донася в Персия трофейни съкровища, сред които са диамантите Кохинор, Даря-йе Нур и Нур-ал-Айн. За разлика от Кохинор, който след време става притежание на британската корона, Даря-йе Нур завинаги остава владение на персийските царе. 
Историята на диаманта в Персия е свързана с дворцовите борби за власт и войни. След убийството на Надер Шах през 1747 г. Даря-йе Нур се наследява от неговия внук Шахрох Мирза и се дава на влиятелния военачалник на Надер Шах, Алам Хан Хазаяме, който става наместник на шаха. Диамантът по-късно се поднася като дар на емира на Хорасан, Мохамад Хасан Хан Каджар, бащата на бъдещия първи шах на Персия от Каджарската династия, Ага Мохамад Хан. Мохамад Хасан Хан е убит след загуба на войната със Зенди и следващият притежател на диаманта става неговият противник, първият владетел на Персия от тази династия, Мохамад Карим Хан. Последният шах от династията Зенд, Лотф Али Хан, губи войната с Ага Мохамад Хан и диамантът отново става собственост на Каджарите.
Ага Мохамад Хан е убит през 1797 г. от своите служители. Те открадват шахските скъпоценности и ги изпращат на кюрдския емир, за да получат негово покровителство. Първоначално емирът подозира, че така се проверява неговата лоялност към владетеля, но след като се убеждава в смъртта на шаха приема скъпоценния дар. Емирът, обаче, губи битката за трона на Персия. В знак на подчинение той връща на каджарския наследник, Фатх Али Шах, част от съкровищата, сред които е и Даря-йе Нур. През 1834 г. Фатх Али Шах нарежда на една от фасетите на Даря-йе Нур да се изгравира надпис с негово име.
Един от последните правители от династията на Каджарите, Насреддин Шах е убеден, че диамантът е притежание на персийските царе от дълбоката древност и че Надер Шах по право го отнема от Моголите. Той вярва, че Даря-йе Нур има лековити и магически свойства и по негово нареждане камъкът се вгражда в богато украсен златен обков. В този вид ювелирното изделие е запазено до днес. Шахът организира периодични изложения на съкровищата в своя дворец Голестан и дава възможност на европейските посланици и важни чуждестранни гости да ги виждат. Притежаването на уникалните скъпоценни камъни в ислямския свят е знак на величие. Насреддин Шах и неговият приемник, Мозафар ал Дин Шах, при своите пътувания в чужбина носят Даря-йе Нур като украшение, като по този начин демонстрират пред другите монарси мощта на своята държава.
Събираната векове колекция от скъпоценности е на разположение на персийските владетели до Конституционната революция през 1909 г. По време на бурните събития, последният шах от Каджарската династия, Мохамад Али, взема със себе си част от скъпоценностите, сред които е и диамантът Даря-йе Нур, и се укрива в сградата на руското дипломатическо представителство. Той отказва да ги върне на новото правителство, заявявайки, че те са негова лична собственост. В крайна сметка, след преговори с конституционалистите шахът сключва с тях подходящ за него договор и връща скъпоценностите в хазната.
Статусът на царските съкровища се променя след 1931 г., когато след оценка на известна ювелирна компания, те стават държавна гаранция на националната парична система. През 1937 г. първият шах от династията Пахлави, Реза Пахлави, нарежда, Даря-йе Нур заедно с другите скъпоценности да се пренесе на съхранение от двореца Голестан в трезора на Националната банка на Иран (днес Централна банка на Иран). От 1960 г. по-значимите съкровища на хазната, включително диамантът Даря-йе Нур, са достъпни за разглеждане от публиката.

## Регалия
По време на персийските царе изключителните по своята красота и размери скъпоценни камъни не са обект на търговски операции, а са символи на върховната власт – регалиии. С това си значение диамантът Даря-йе Нур е скъпоценност, най-много демонстрирана от персийските владетели.
Надер Шах носи диаманта, закрепен върху корона. Правителите от династията Зенд го носят върху наръкавната лента, първите Каджарски царе го носят по същия начин. Насреддин Шах използва Даря-йе Нур по различни начини – като брошка върху гърдите, закрепена върху шапка, вградена в гривна или в токата на колана. След като е вграден в златния обков, диамантът се закрепва към украшението от пера на шапката (плюмаж). Мозафар ал Дин Шах носи това украшение върху астраганова шапка по време на своя тур из Европа през 1902 г. Реза Шах и Мохамед Реза от династията Пахлави носят Даря-йе Нур върху техни военни фуражки по време на своите коронации, съответно през 1926 г. и 1967 г.